# Santiago del Molinillo
Santiago del Molinillo es una localidad española del municipio de Las Omañas, en la comarca de Omaña, provincia de León, comunidad autónoma de Castilla y León. 

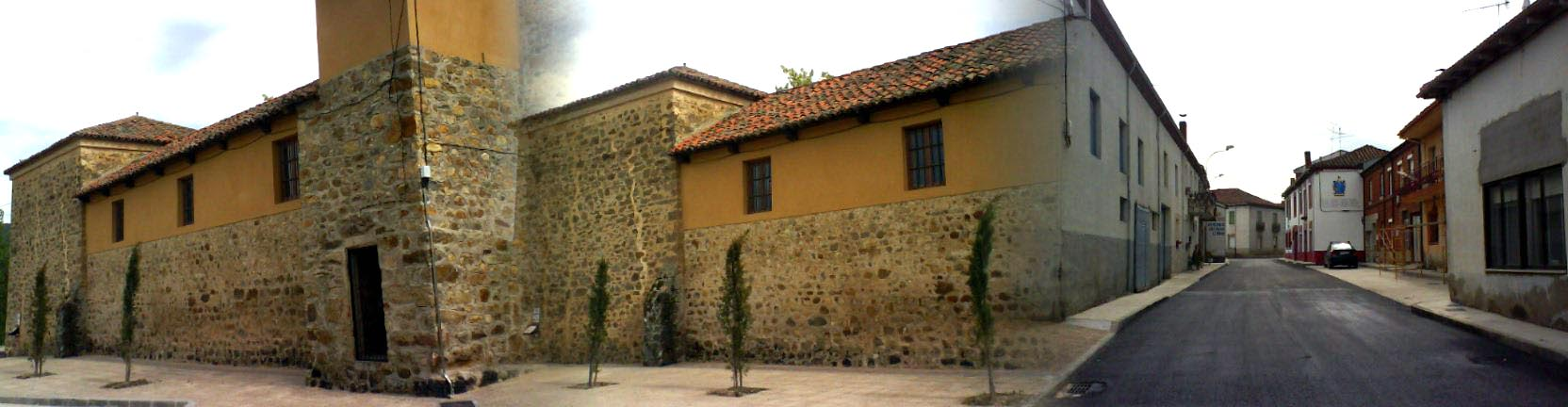
Vista panorámica de Santiago del Molinillo, en el municipio de Las Omañas (León, España).

## Geografía física
Su situación geográfica es estratégica al encontrarse en el cruce del río Luna (el río grande de aguas frías) y el río Omaña (el río pequeño de aguas calientes). Ambos ríos se juntan aquí dando origen a uno nuevo llamado río Órbigo. Con el paso del tiempo, el cauce de los ríos ha ido cambiando por lo que, a día de hoy, la confluencia se produce un poco más abajo que antaño, en el término Municipal vecino de Secarejo (Cimanes del Tejar).

## Historia
Hay muy pocos documentos históricos acerca de la fundación de este pueblo. 
En 1162 ya se cita a Samario en un documento de Otero de las Dueñas, en el que se citan igualmente a Castro, Inicio y San Jacobo de Muinnillo (Santiago del Molinillo).
También aparecen referencias del 23 de julio del año 1503 en concreto la "Escritura de cambio concertada entre Pedro Álvarez Osorio, marqués de Astorga, e Isabel Osorio, condesa de Luna, de los lugares de Villaornate y Valdesamario por los de Tapia, Rioseco, Santiago de Molinillo y Quintanilla de Sollamas."
También aparece en 1614, en el Archivo General de las Indias (Charcas 101, n.º 18) donde se reconocía a Lázaro García de Villafañe, como "Señor del pueblo nombrado Santiago del Molinillo, en la ribera del Orbigo, Reyno de León".

## Toponimia
Su nombre procede del famoso Santo Sant Yago (Apóstol Santiago), Apóstol de España y también patrono, y de la existencia de un pequeño molino de agua, que aún existe, y todavía funciona (El molino de la Sierra del Pitillo).

## Economía

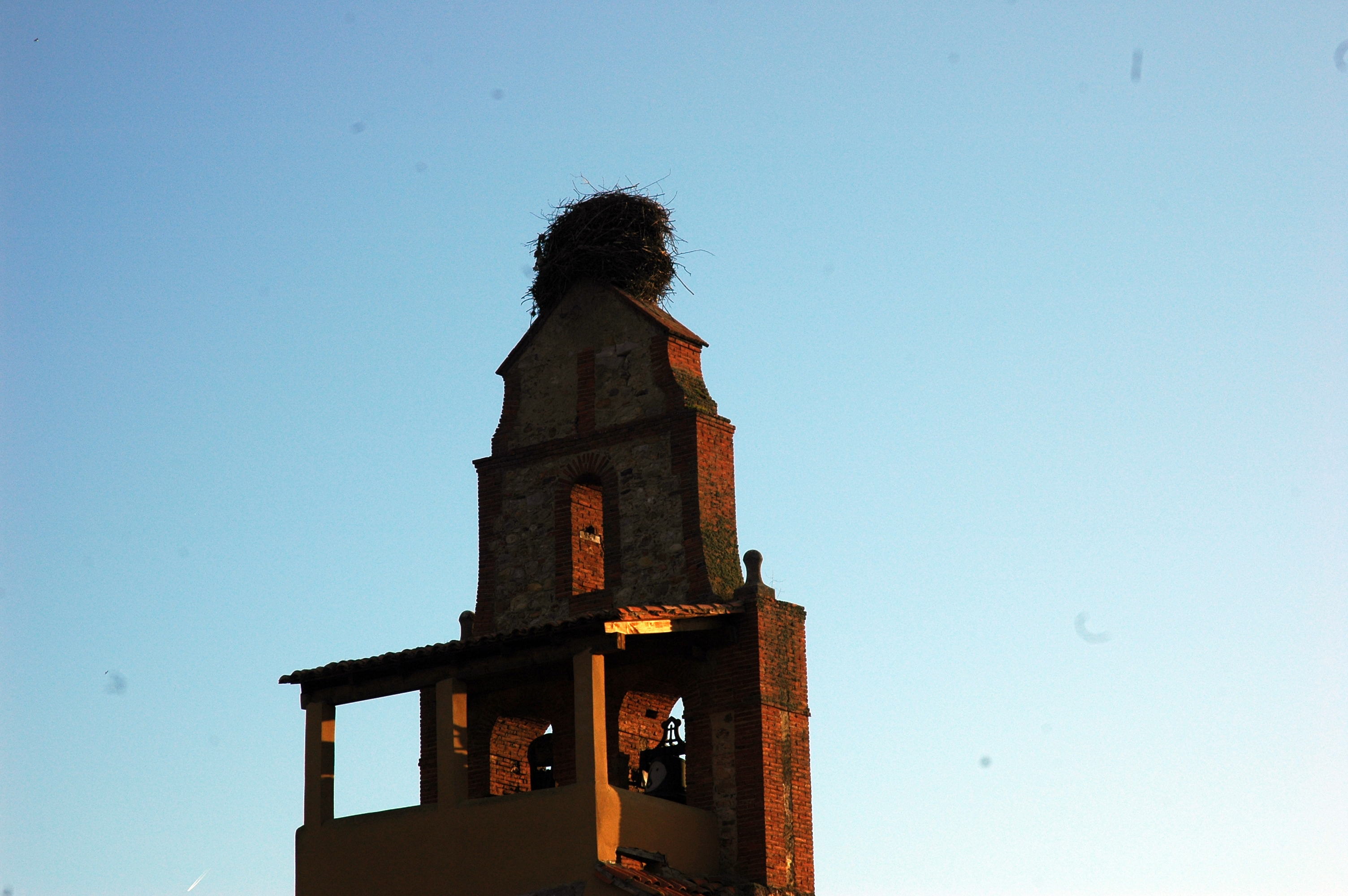
Campanario de la Iglesia de Santiago del Molinillo al Atardecer, con el clásico nido de Cigüeña.

Sus principales recursos económicos proceden de la agricultura y ganadería. Aunque estas actividades están en franca decadencia por el enorme Éxodo rural desde el campo a la ciudad. En estas actividades ya queda muy poca gente. Sin embargo, empiezan a aparecer Jóvenes empresarios que están dinamizando la vida de la zona, con factorías de producción ganadera, fundamentalmente de ovejas. El cultivo estrella de la zona, es el Lúpulo; esta aromática y cotizada planta trepadora se emplea para la elaboración de la cerveza, pues su flor le confiere el característico sabor a la bebida. También empieza a surgir con pujanza la industria de la producción eléctrica solar, lo que puede derivar en importantes ingresos para la zona. Por último destacamos con fuerza las actividades de Turismo Rural, por el carácter pintoresco del paisaje y la variedad de alojamientos.

## Paisaje

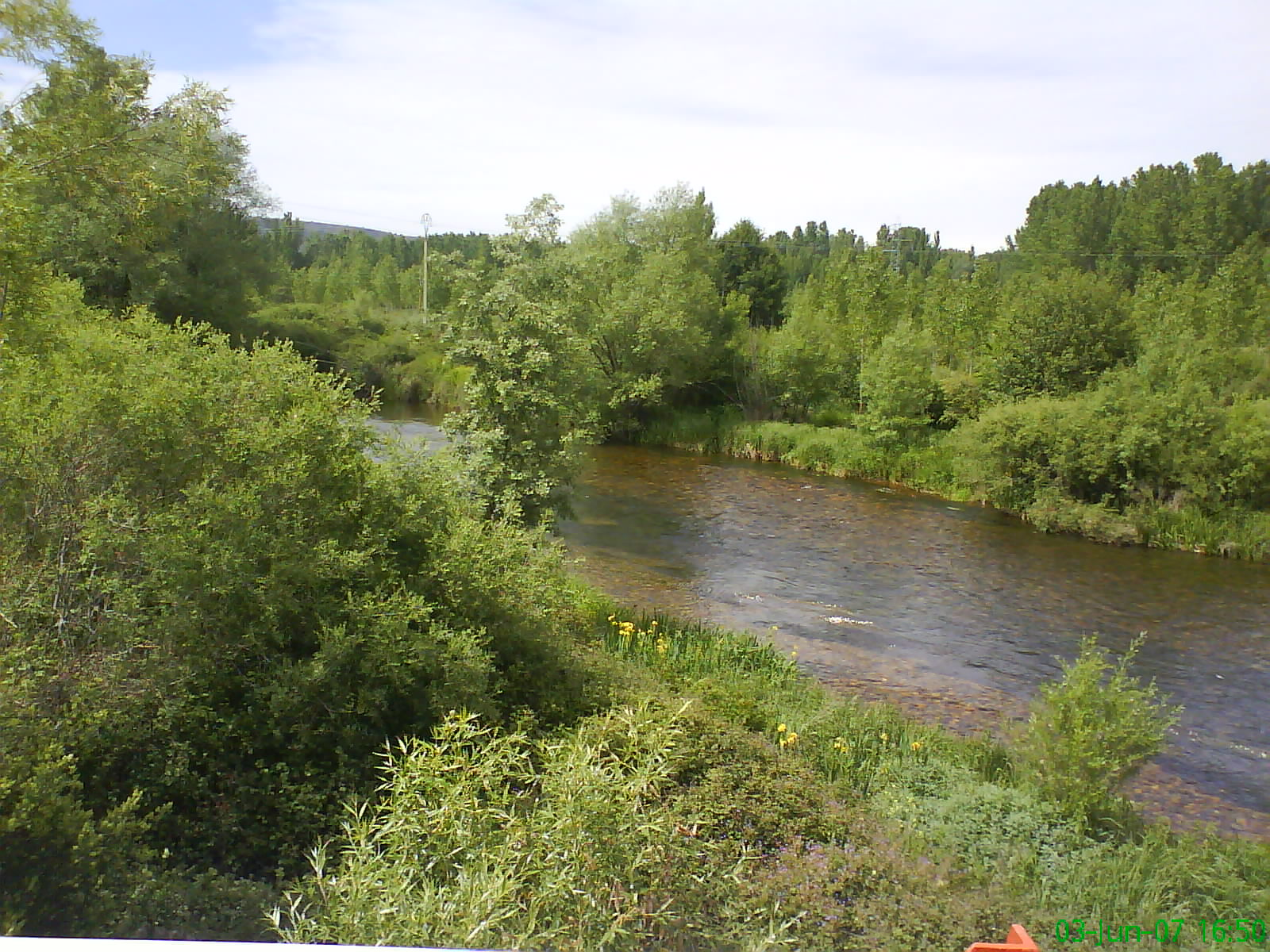
El río Luna a su paso por Santiago del Molinillo.

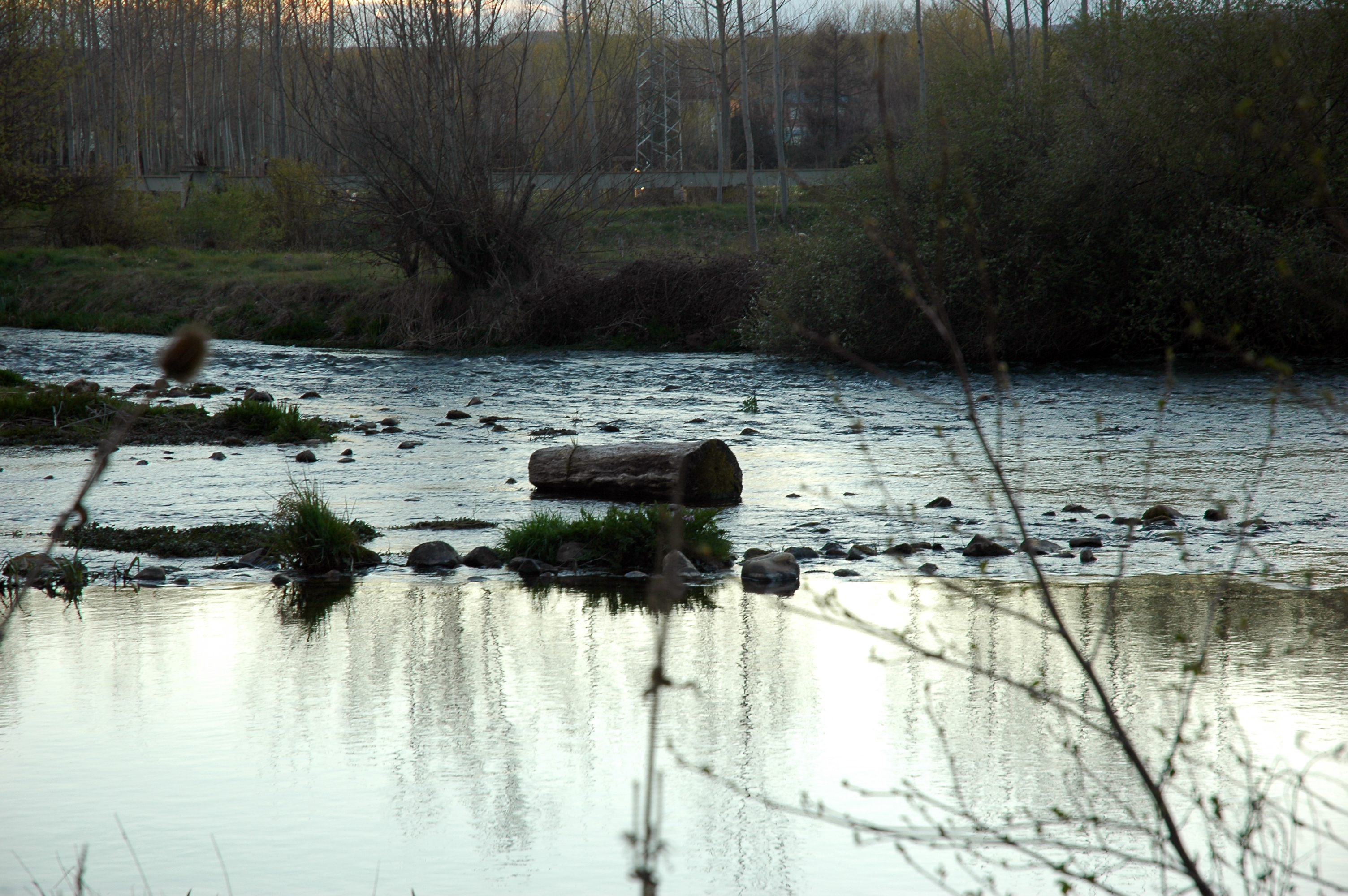
El río Luna al atardecer.

Su paisaje es exuberante con frondosos caminos ocultos entre los chopos, con sus dos frescos ríos que permiten el baño en verano, y con sus gentes amables y cariñosas que hacen la estancia siempre grata al viajero. La convergencia entre ambos ríos, el Luna y el Omaña elaboran un precioso valle verde lleno de frescor en verano, brillantes colores en primavera y el orvallo del otoño junto a los fríos y las heladas del invierno. Se ven como paisaje de fondo, los picos nevados de Peña Ubiña.
Es un lugar ideal para el descanso veraniego, para el solaz, el sosiego, las siestas bajo la sombra de la parra... el tranquilo discurrir de la vida sentado en una silla frente a las casas... viendo pasar aún hoy alguna que otra manada de ganado vacuno (cada vez quedan menos). Para los niños es el lugar ideal... pueden salir solos en bicicleta o andando a recorrer el entorno. En San Martín de la Falamosa, una localidad a cinco km de Santiago, todavía quedan restos de un castillo moro, que fue utilizado siglos después como Atalaya de vigilancia.
Hay también algunas cuevas ocultas en las laderas de las montañas, cuevas que utilizaron los maquis para esconderse durante la guerra civil española, que fue especialmente cruenta por esta zona.

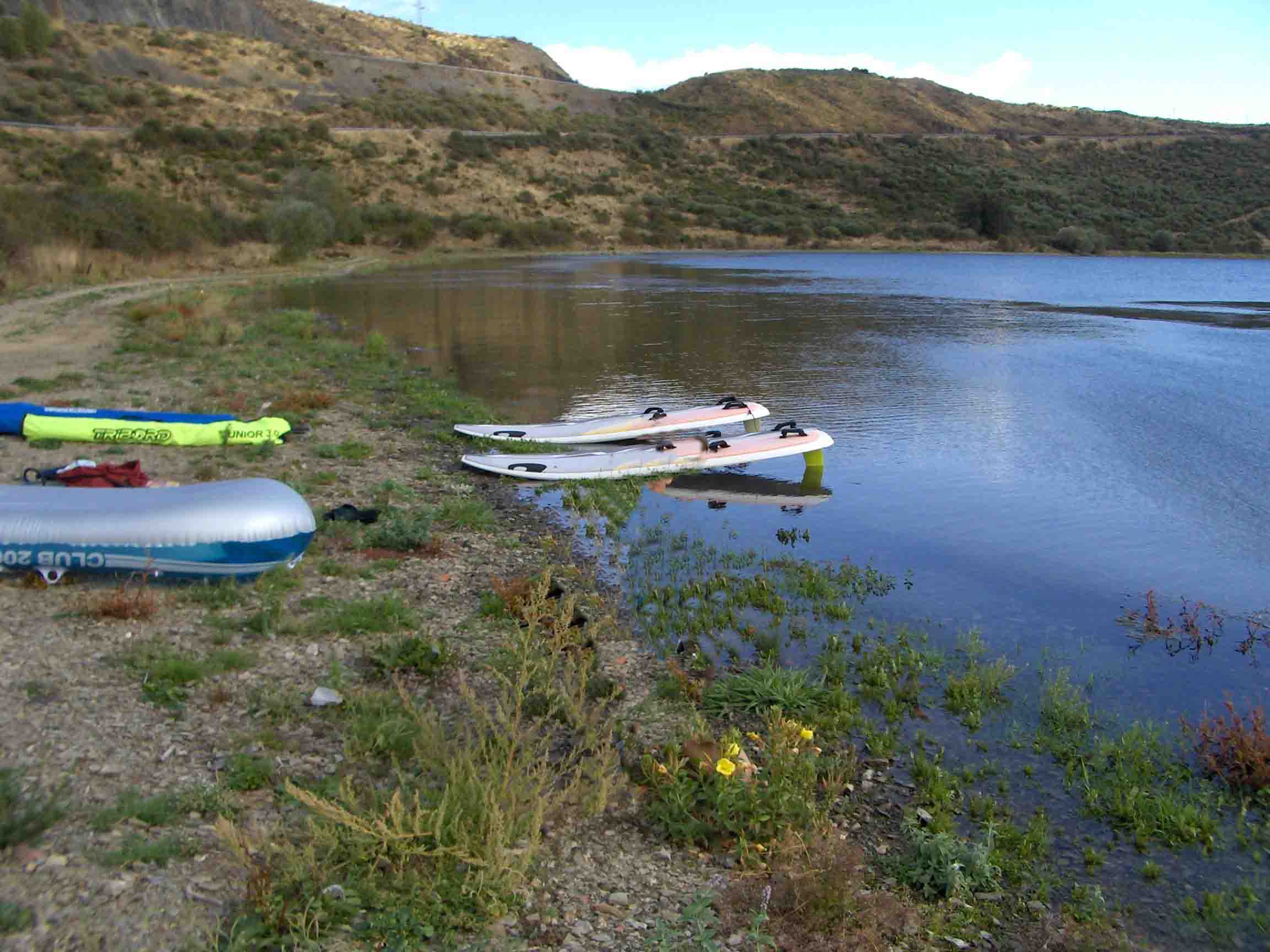
El pantano de Selga sobre el río Luna en las cercanías de Santiago del Molinillo.

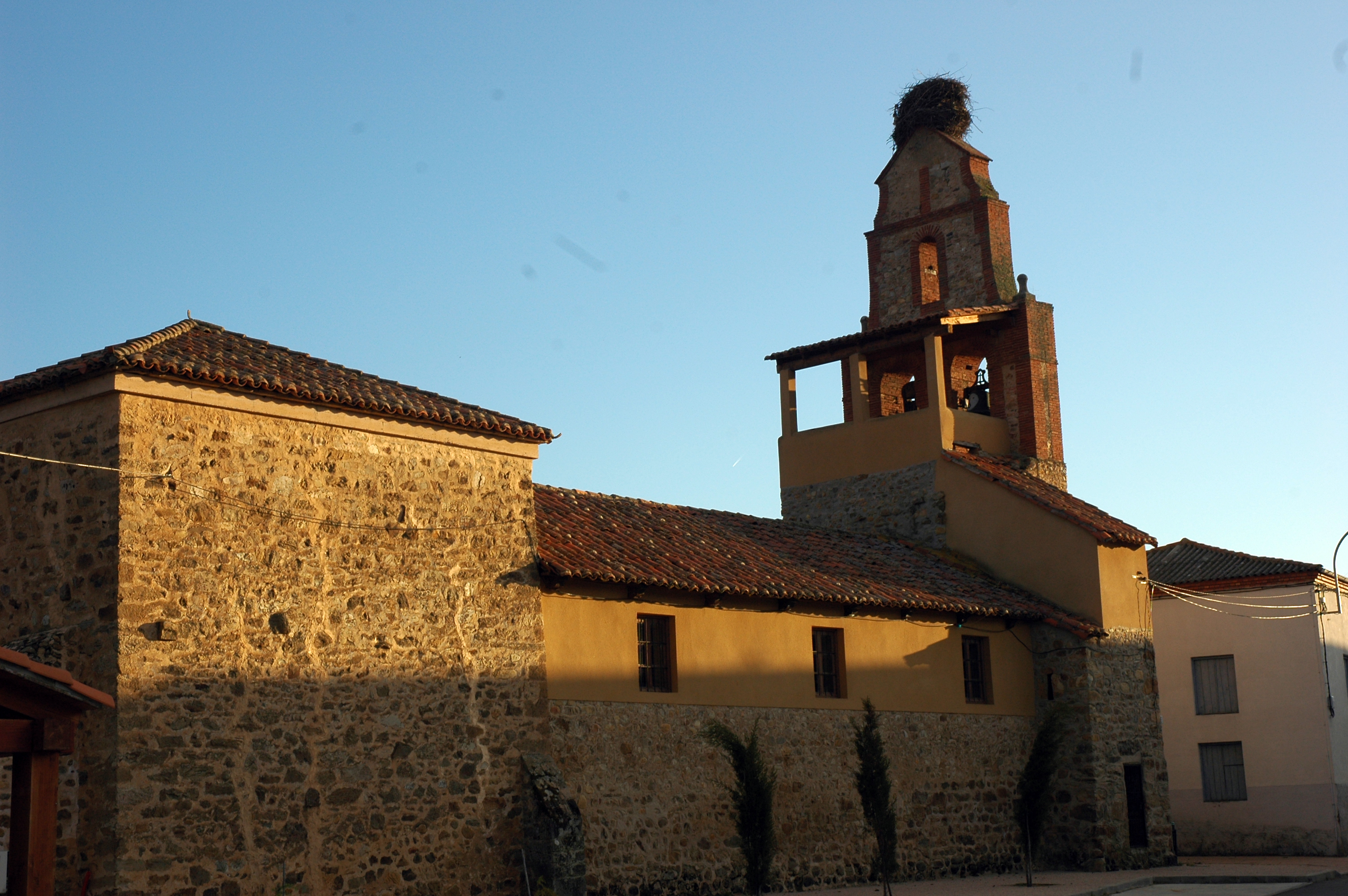
Iglesia de Santiago del Molinillo al atardecer.

## Arquitectura

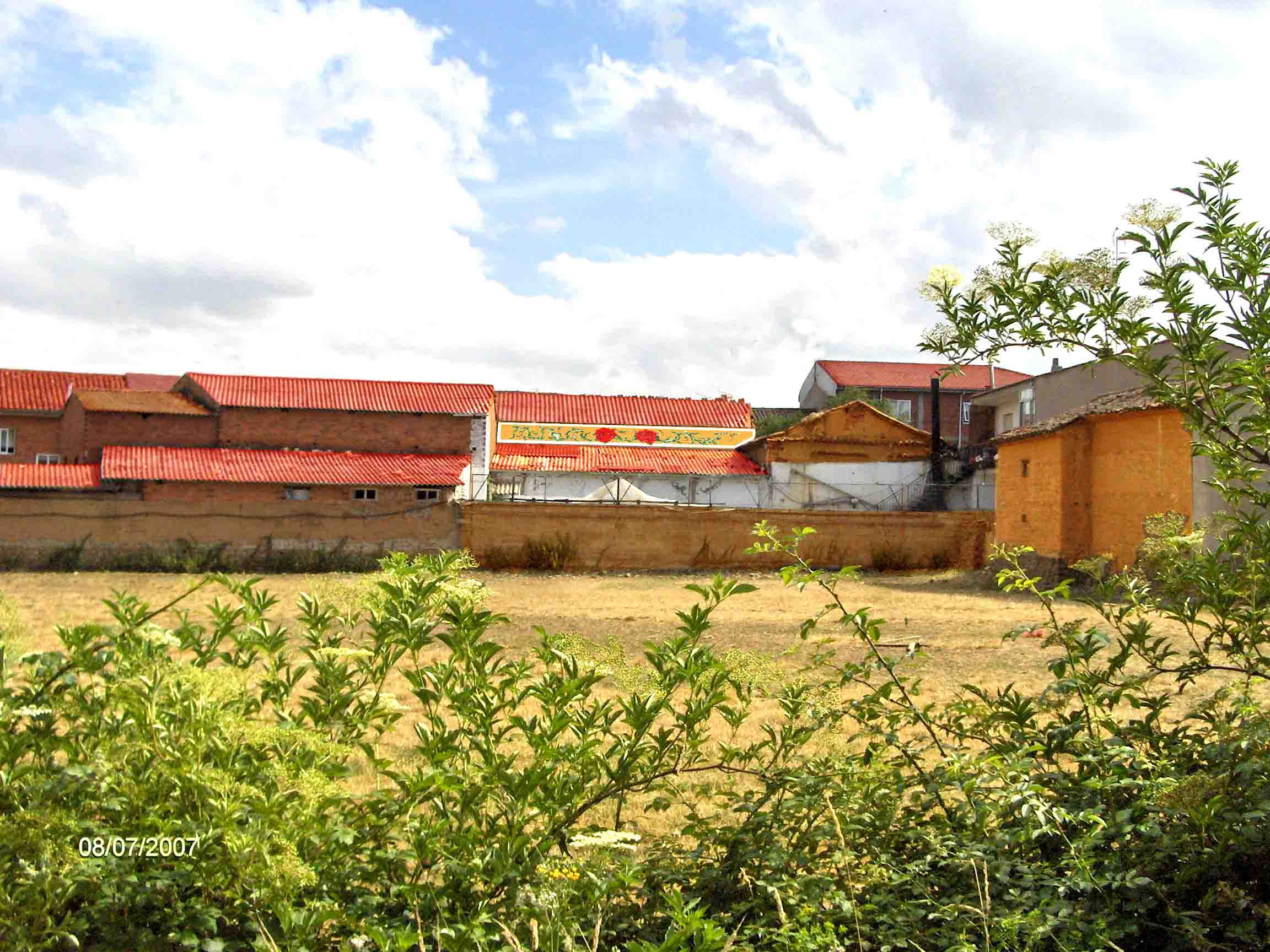
Panorámica de las construcciones de Santiago del Molinillo.

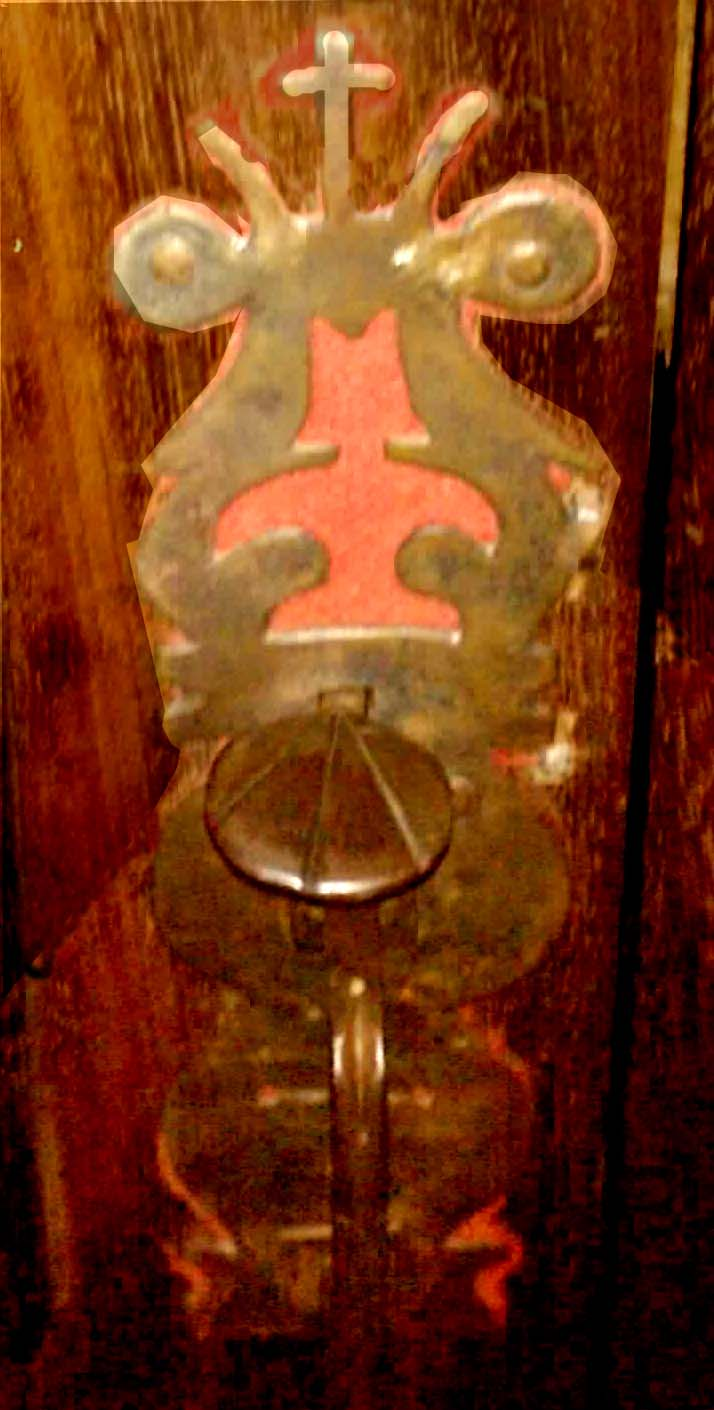
Dispositivo de lengüeta.

Las construcciones en Santiago del Molinillo suelen ser casas enormes. Antiguas casas de labradores con muchas habitaciones, pajar, graneros, cuadras y pocilgas. Generalmente con patio interior y un enorme portal para el paso de los carros. Estas puertas son características de la zona, por ser extremadamente pesadas, de madera maciza y con un peculiar sistema de cierre, consistente en una palanca con forma de lengüeta que al presionarse hacia abajo abre el pestillo interior.
Los muros de estas impresionantes casas labriegas son de barro y adobe. Son muros muy anchos de más de 50 centímetros, lo que convierte a estas casas en refugio ideal para el verano, pues es totalmente innecesario el empleo de aire acondicionado, ya que por mucho calor que haga en el exterior, éste nunca llega a penetrar en el edificio. En el invierno suelen ser casa frías pues antiguamente no disponían de calefacción, aunque esto está cambiando rápidamente.
Los tejados son del vistoso color rojo de las tejas tradicionales con forma de U, teniendo los edificios no más de 2 plantas habitualmente. El conjunto de paredes de barro y tejas rojas confiere a la zona un aire rústico y tranquilo, y sus preciosos patios interiores generalmente con corredores y galerías de madera, hacen de las viviendas un auténtico lugar de refugio y descanso.

## Fiesta Nacional

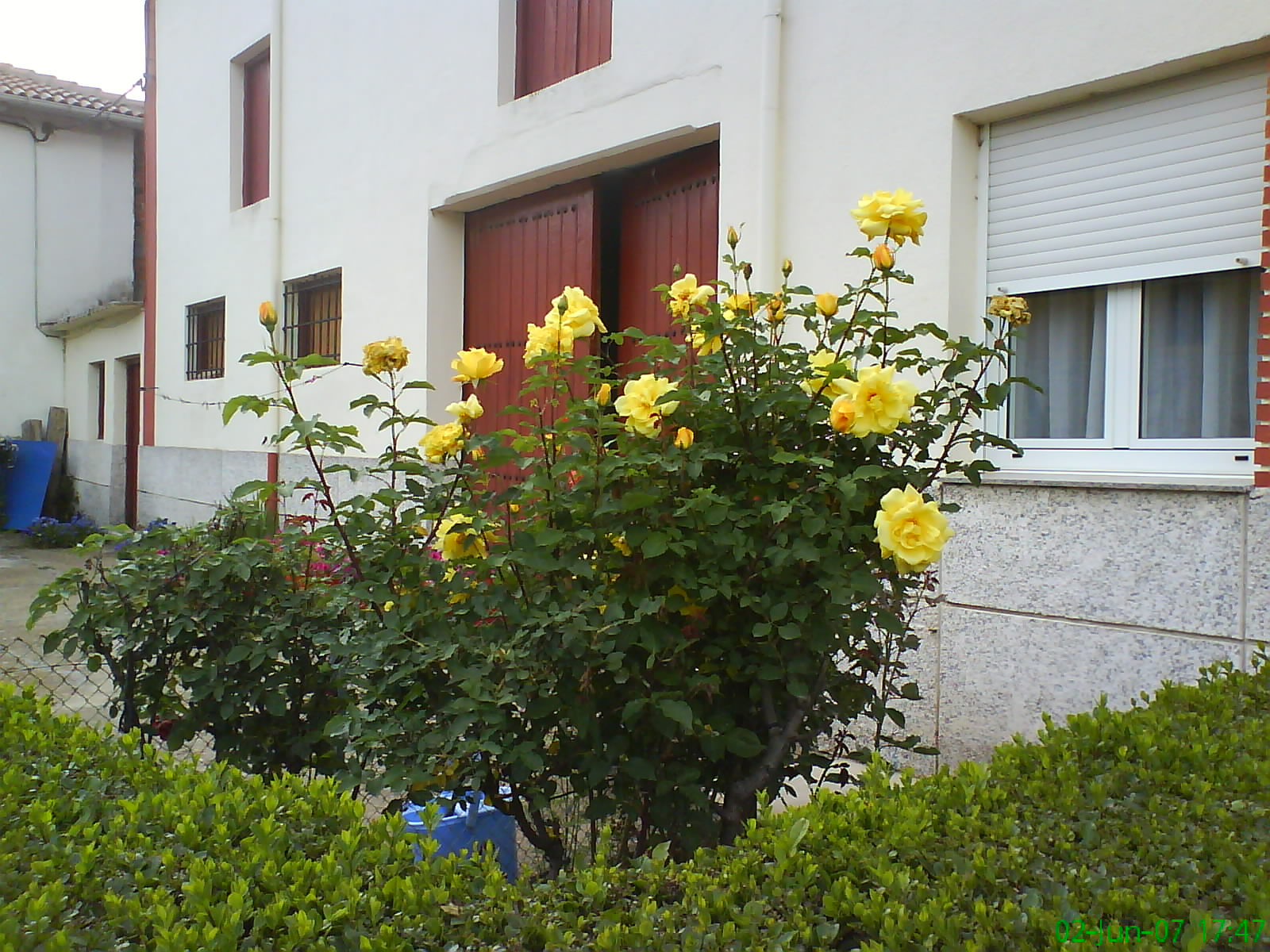
Típico portal florido de las casas de la zona.

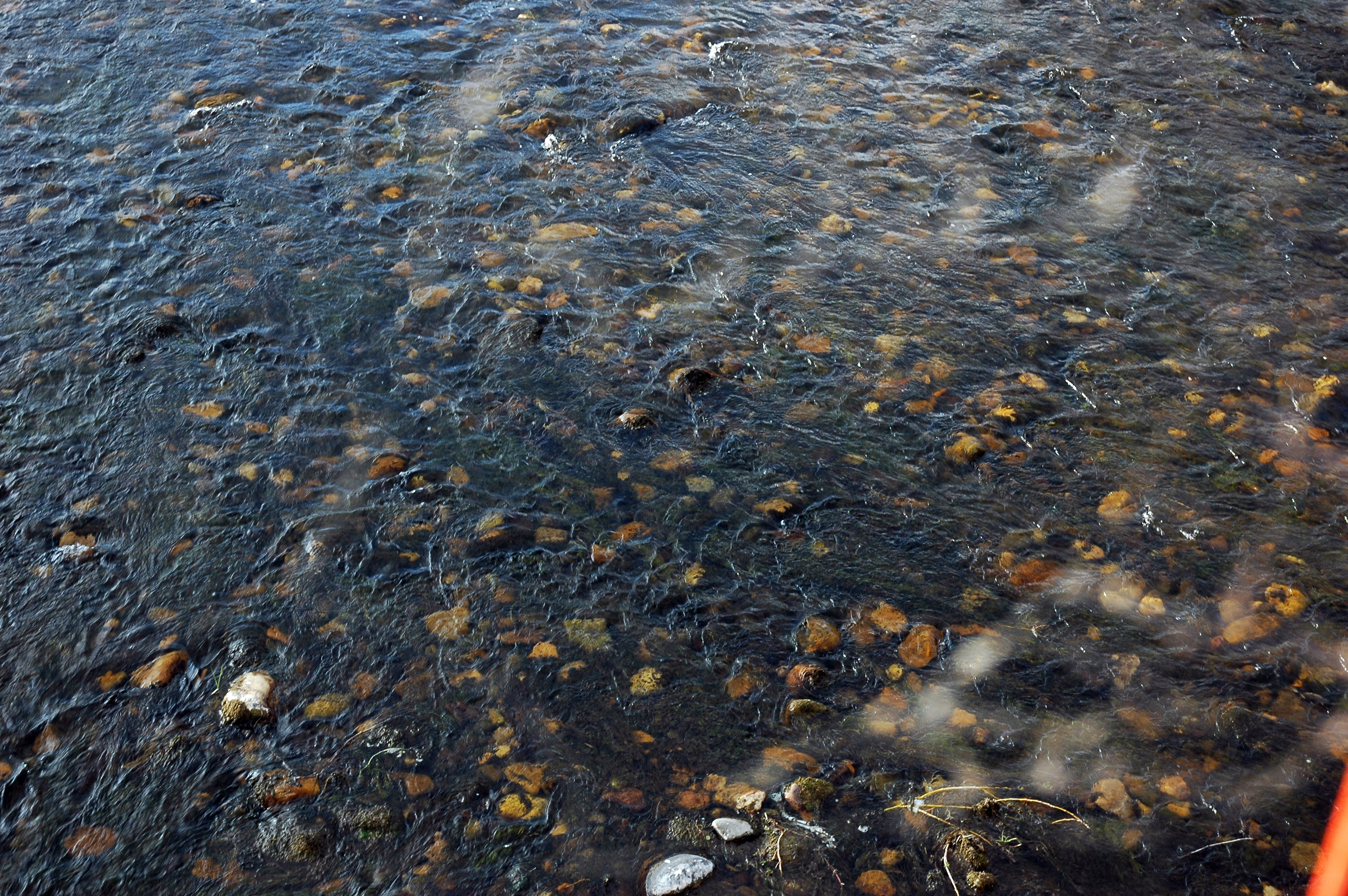
Piedras del río Luna.

El día 25 de julio de cada año, se celebra en España el día de Santiago Apóstol, santo patrono de España. Por supuesto, también se celebra la fiesta grande del pueblo de Santiago del Molinillo. Esta fiesta es motivo de reunión de las familias de Santiago. Durante ese día se celebran grandes comilonas en todas las casas. Se degustan platos como nunca. Se citan casas en las que se cocinan más de 20 platos distintos, y se montan mesas para más de 30 comensales. Esas enormes mesas nunca faltan en las casas de Santiago del Molinillo, donde se juntan familiares y allegados, y donde todos los forasteros son siempre bienvenidos.
Por la noche, a partir de las 24 horas, se empieza a congregar gente de todos los contornos para la celebración más importante: La gran verbena. En el prado comunal denominado era, se celebra un gran concierto musical. Antiguamente los músicos locales interpretaban piezas para el disfrute de los lugareños, pero en los últimos años se vienen celebrando conciertos de masas, con los estilos musicales más modernos. Ahora la fiesta es de los jóvenes, y las personas mayores contemplan con estupefacción cómo sus calles se llenan de miles de visitantes, que beben y bailan hasta la madrugada.
En la actualidad se ha erradicado el tradicional Descabezado. Esta bárbara costumbre era famosa en la zona, pues los mozos del pueblo cabalgando en percherones rivalizaban por ser los primeros en arrancarle la cabeza a un POLLO colgado vivo. En una de las calles principales se tendía una cuerda de lado a lado. En mitad de la misma el pobre pollo vivo colgaba atado de las patas y boca abajo. El primer jinete que era capaz de arrancar la cabeza del POLLO era aclamado como vencedor, y todo el pueblo vitoreaba su hazaña. Lo malo era que el pollo se resistía a las embestidas y muchas veces quedaba vivo con la cabeza dislocada, agitándose entre horribles sufrimientos. A dios gracias, la legislación vigente española eliminó esta costumbre, que en la actualidad ha sido sustituida por las carreras de sacos, y otros juegos juveniles más edificantes.

## Gastronomía

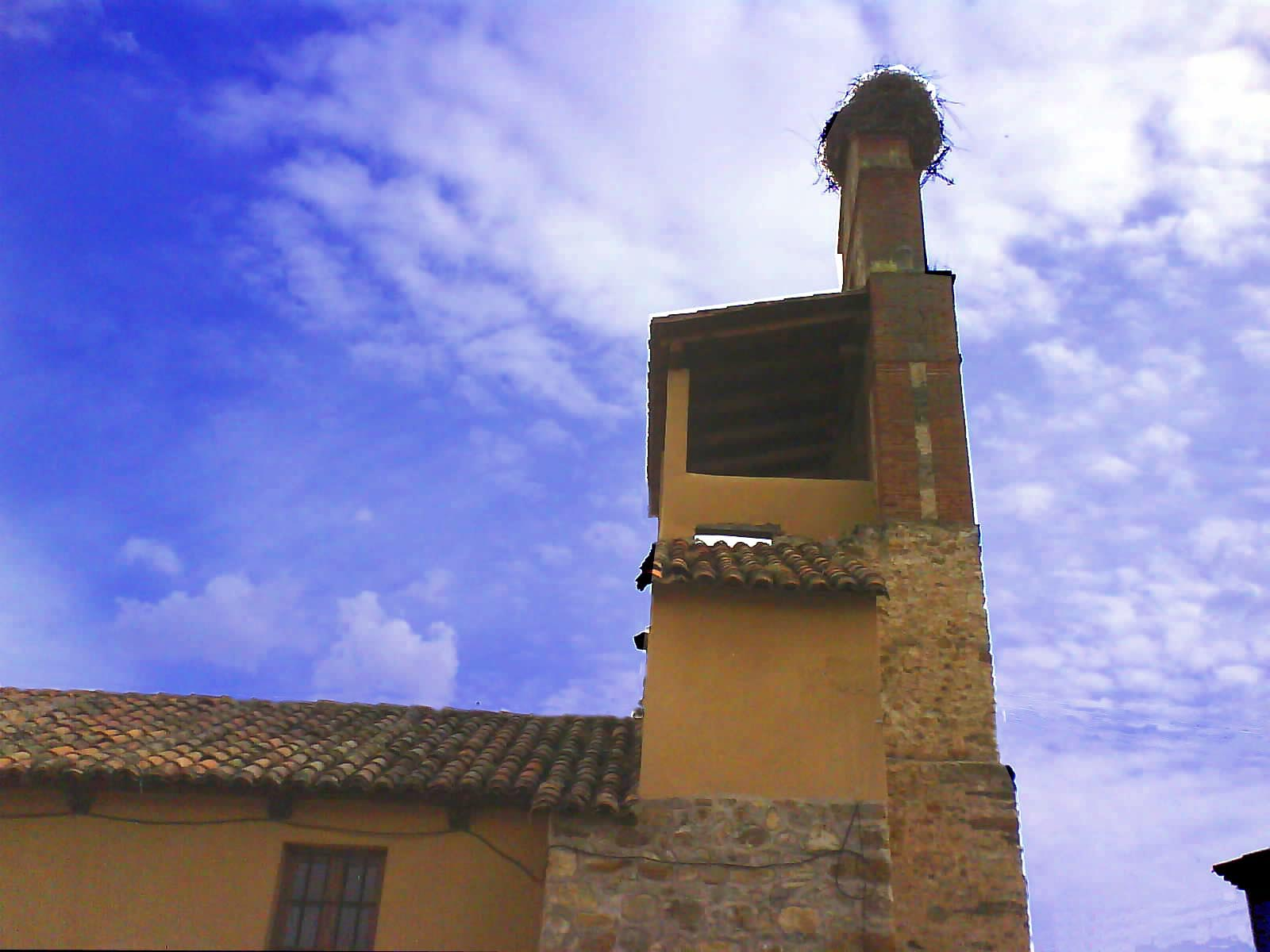
Campanario medieval de la iglesia.

La gastronomía de Santiago del Molinillo, no es especialmente variada, y apenas se distingue de la del resto de la provincia de León. Si hay algo característico es la abundancia en el uso del Pimentón picante, que se emplea para todo; igual da que se cocine verdura, pescado o carne. El uso del pimentón picante es elemento sempiterno.
El embutido fabricado en Santiago del Molinillo es de excelente calidad. Cabe destacar el chorizo picante de inigualable sabor, y la cecina de León. Como embutido autóctono de la zona reseñamos "El Botillo", más conocido en la zona por el nombre de "Yosco", elaborado a base de costillas de cerdo. Se acompaña de verdura y patata cocida, y un trozo de "Androlla"; éste, es otro embutido parecido al chorizo, pero de bastante grosor y con relleno más picado.
Por supuesto destaca como plato autóctono la famosa sopa de truchas , que se elabora con el caldo de la cocción de las truchas de los ríos aledaños, y que es básicamente una sopa de ajo con rebanadas de pan impregnadas del caldo de la cocción.
Como postre, las cocinas elaboran las roscas de Santa Catalina. Son unas rosquillas al horno elaboradas con manteca de cerdo y harina. Las vecinas siempre compiten por elaborar las más deliciosas y hasta se hacen degustaciones para elegir las mejores. Las más famosas suelen ser las de Celi que tienen fama bien merecida en toda la Ribera (que es tanto como decir, en todo el mundo conocido).

## Costumbres tradicionales

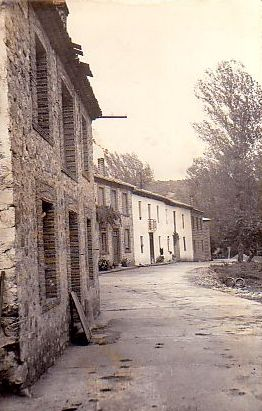
Antigua calle de Las Eras de Santiago del Molinillo.

Hace ya mucho tiempo que las costumbres tradicionales de los pequeños pueblos de León se perdieron para siempre. Sin embargo en Santiago del Molinillo se recuerdan con frecuencia en las conversaciones de los lugareños e incluso aún se practican si llega el caso, y son muy dignas de reseña, como ejemplo de formas de vida de épocas pasadas. De entre las muchas que existieron, aún perviven las siguientes: 
- La Llamada a Hacendera: En las pequeñas comunidades como la de Santiago del Molinillo, al ser tan pocos habitantes y no contar con recursos, era necesaria la colaboración de todos los vecinos en muchos de los trabajos comunales, en una especie de economía comunista, en la que todos los vecinos colaboraban para el bien común. El Presidente del pueblo, que era una especie de Alcalde en los pueblos sin ayuntamiento propio, convocaba a todos a través del toque de Hacendera. Los vecinos, quisieran o no, estaban obligados a acudir para trabajar en las tareas del pueblo que fuera necesario acometer. Tareas tales como abrir regueros para traer el agua hasta el molino, allanar caminos o ampliar el cementerio. Acudía un vecino varón por cada casa, y en caso de no acudir sin motivo fundamentado se imponía una multa al infractor. Hoy en día, cuando se precisa alguna reparación urgente de carácter comunal y el ayuntamiento de las Omañas, no puede, o no quiere atender la petición, aún se escuchan voces que exigen se imponga el toque de Hacendera, aunque la verdad sea dicha, con bastante poco éxito.
- El Concejo: esta costumbre está plenamente vigente a día de hoy. Consiste en una reunión de todos los vecinos, convocada por el Presidente del Pueblo, y en la misma se debaten por mayoría, los asuntos que afectan al pueblo. Tradicionalmente se convoca los domingos, a la salida de la Iglesia y en ella se discute acaloradamente, en plena calle y a voz en grito. Lo curioso es que este democrático procedimiento ha sido práctica habitual en la zona desde época inmemorial, aun en las épocas en las que la nación ha estado gobernada bajo sistemas no democráticos.

## ElOrode Santiago

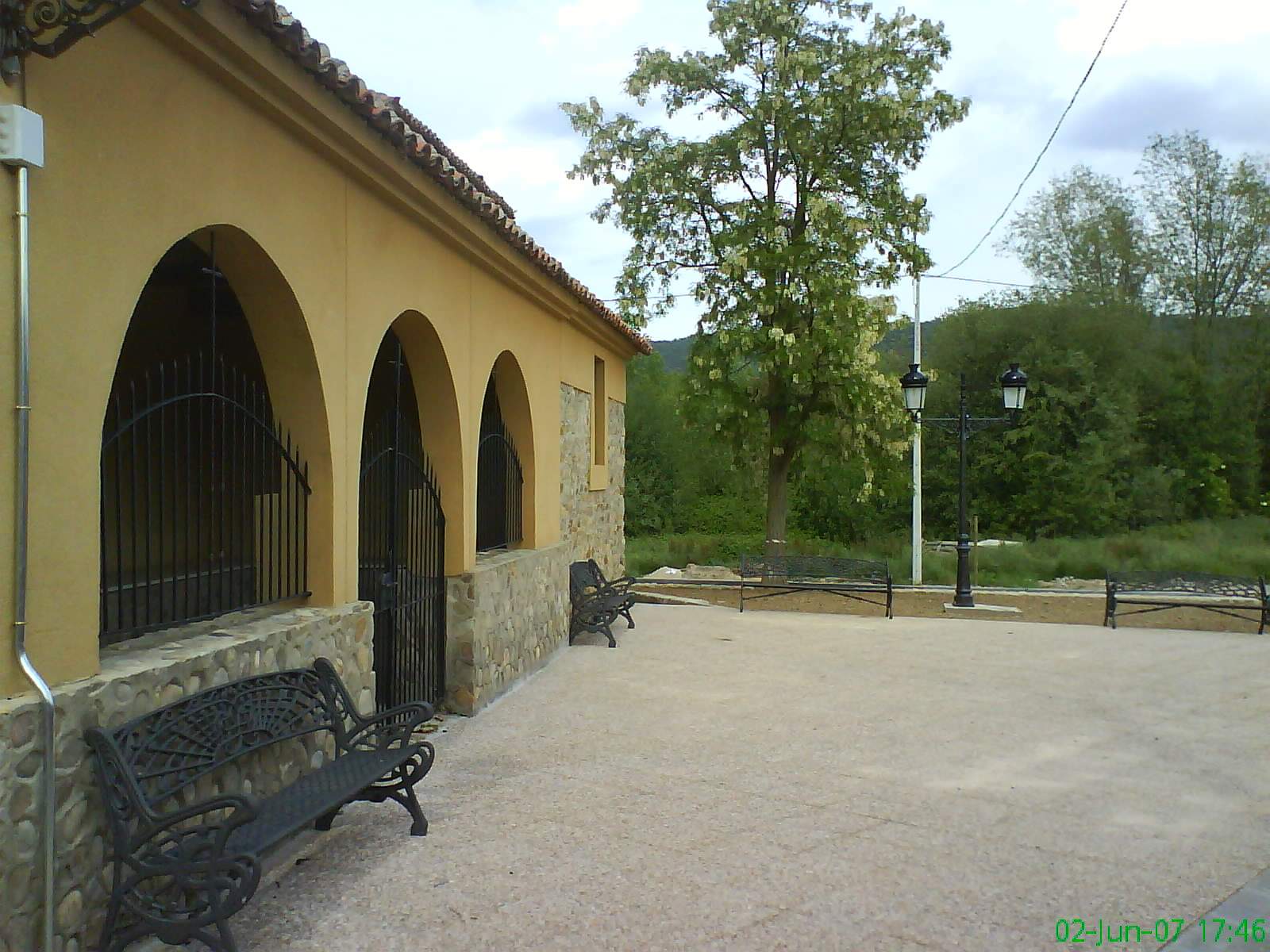
Plaza de la Iglesia de Santiago del Molinillo.

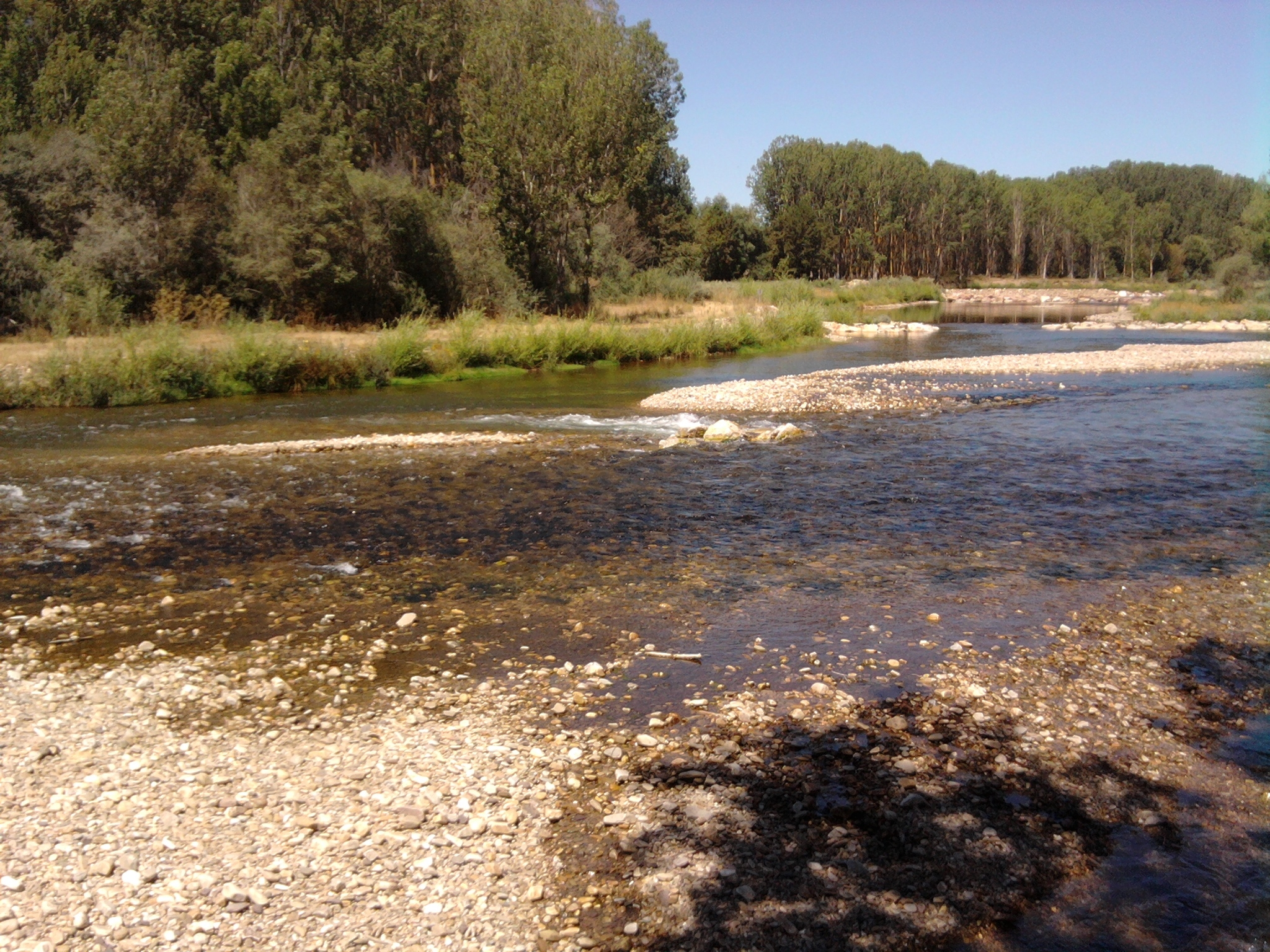
Nacimiento del río Órbigo.

Por tiempos inmemoriales, esta región ha sido fuente de oro. Ya desde la época de los Romanos, las aguas del Río Omaña eran conocidas por su alto contenido en este preciado metal dorado. Para extraerlo, los antiguos colonizadores habían empleado procedimientos muy ingeniosos cambiando el cauce del agua hasta subirlo a las cumbres de los montes, y reventando las montañas literalmente con el agua. Esta acción dejó importantes cicatrices en la tierra, que aún son perceptibles. Son llamadas Médulas, Miédolas o Miédulas
Más información sobre Las Médulas
Pero sin remontarse tan lejos, aún se recuerda en el pueblo la famosa "Casa de la Draga". Era una factoría extractora de oro que se asentó en Santiago del Molinillo antes de la Guerra Civil Española (1936 - 1939). Empleaban una enorme maquinaria, con aspecto de gigantesco barco, que generaba enormes cantidades de piedra, desechada tras haberla separado del oro del río. Esta compañía de capital Británico desapareció con la guerra civil, por temor al expolio y al robo, habiendo dejado como única reliquia, las ruinas de la casa de los Ingleses, más conocida como casa de la Draga, y que hoy en día se emplea mayoritariamente para arrojar basuras y vertidos, encontrándose en un lamentable estado de abandono.
Según cuenta la leyenda popular, una buena parte del oro de los antiguos, fue atesorado por los Monjes Templarios en estas Tierras, y aún yace enterrado en las laderas de un viña, al pie de las ruinas del Antiguo Castillo que los Templarios poseían en el Monte de Pedregal. Ese tesoro es el PELLEJO DEL BUEY PINTO, y según se cuenta, está lleno de monedas de oro de un valor incalculable. A más de un lugareño, se le ha visto excavando por la zona en busca de tan codiciado tesoro.

## Himno de Santiago del Molinillo
Medio:Himno_de_Santiago_del_Molinillo_para_coro_y_orquesta.ogg
(Para reproducir este archivo, es preciso contar con un reproductor de ficheros ogg. Es un programa gratuito que puede descargarse desde numerosas páginas de descarga, por ejemplo 
Medio:Himno_de_Santiago_del_Molinillo.mid

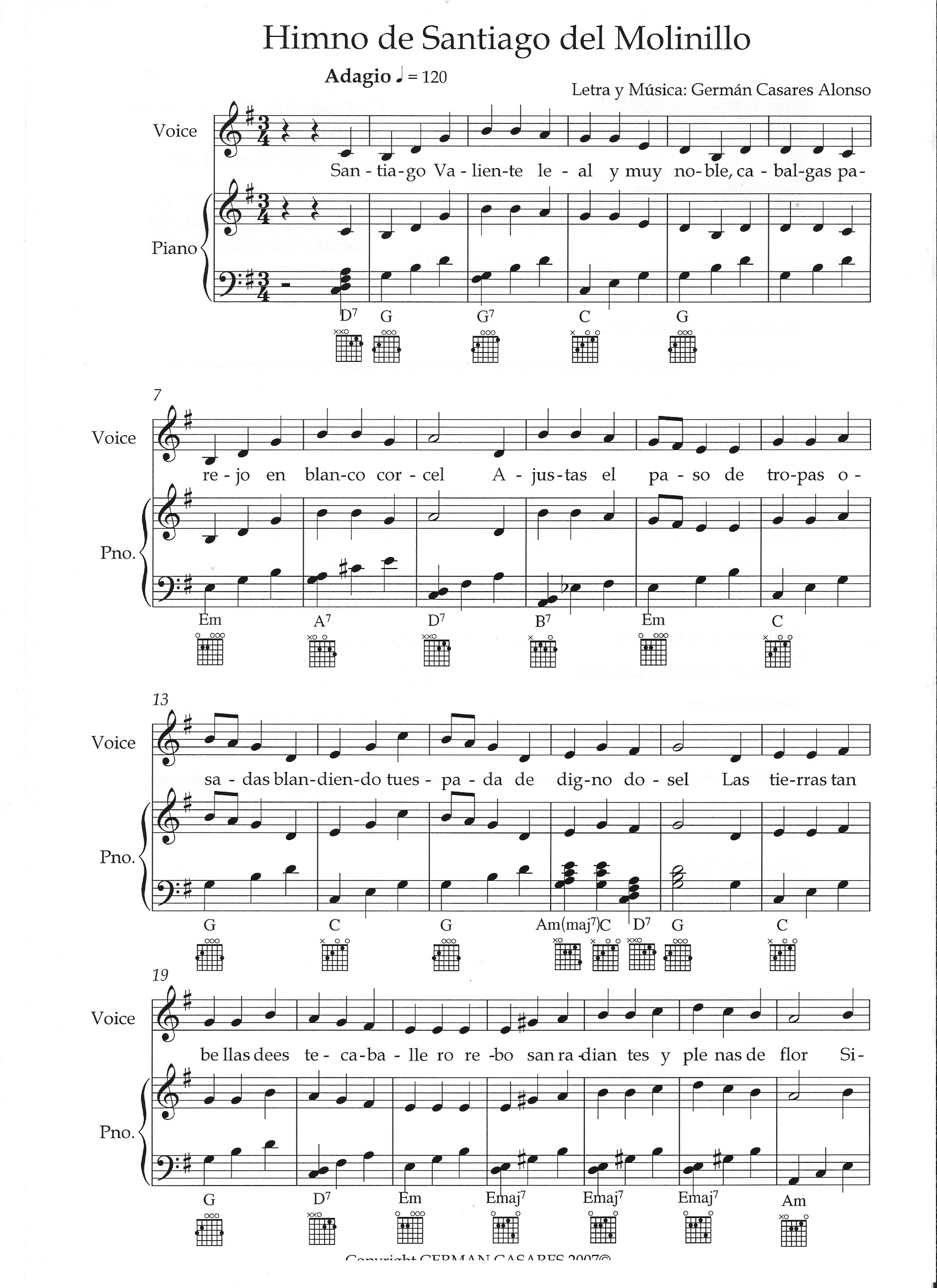
Himno. Hoja 1 de 3.

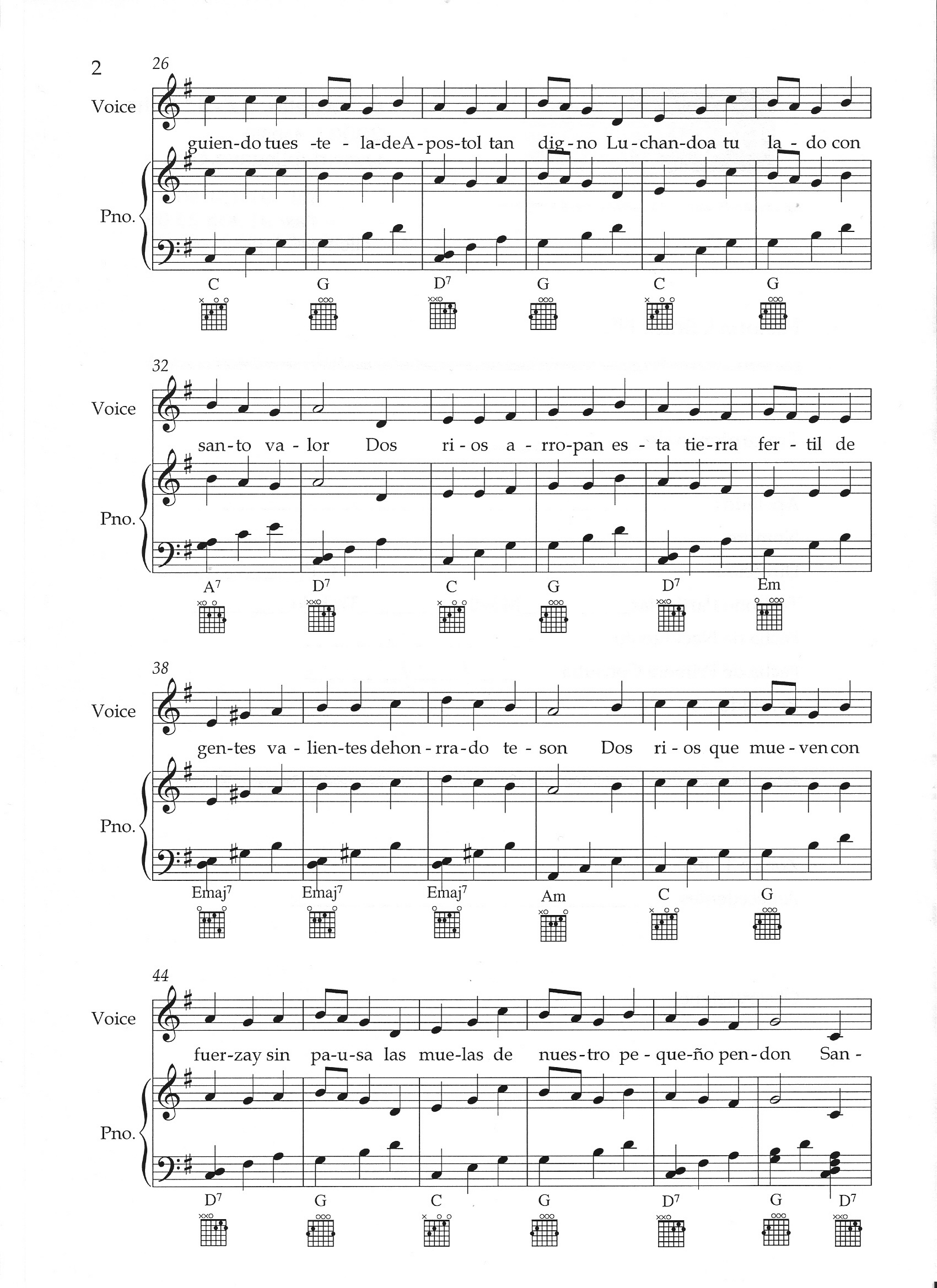
Himno. Hoja 2 de 3.

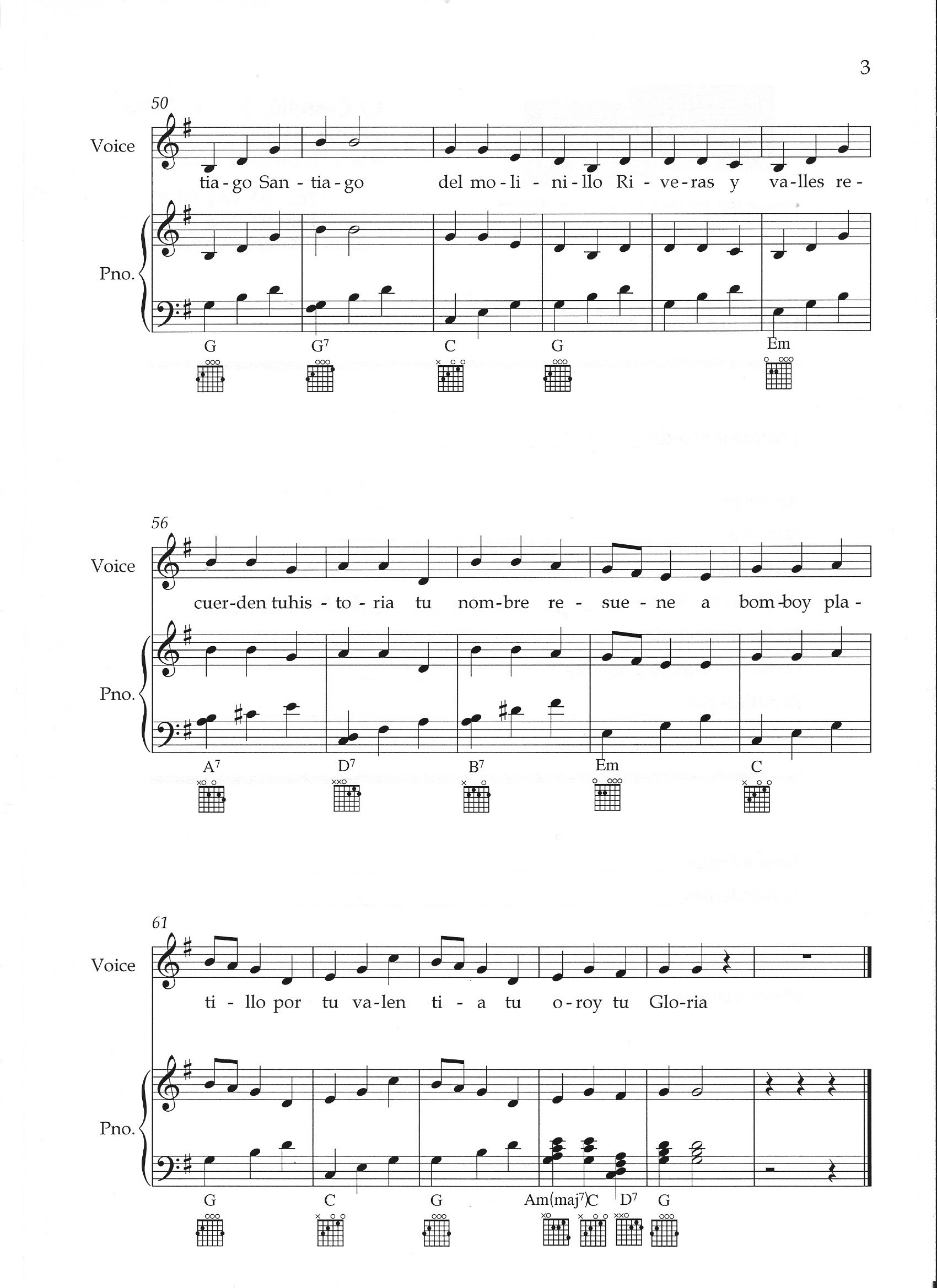
Himno. Hoja 3 de 3.

Santiago valiente, leal y muy noble,
cabalgas parejo en blanco corcel.
Ajustas el paso de tropas osadas,
blandiendo tu espada de digno dosel.
Las tierras tan bellas de este caballero,
Rebosan radiantes y plenas de flor.
Siguiendo tu estela de apóstol tan digno,
Luchando a tu lado con santo valor.
Dos ríos arropan esta tierra fértil,
De gentes valientes de honrado tesón.
Dos ríos que mueven con fuerza y sin pausa,
Las muelas de nuestro pequeño Pendón.
Santiago, Santiago del Molinillo,
Riberas y valles recuerden tu historia.
Tu nombre resuene a bombo y platillo,
Por tu valentía, tu honor y tu Gloria
Himno creado en mayo de 2007, con motivo de la celebración del 600 aniversario de la fundación del pueblo de Santiago del Molinillo, por  Germán Casares Alonso. El mismo autor ha colaborado en la composición de otros himnos de pueblos de España, cediendo los derechos al dominio público para su mayor difusión.
El Himno hace referencia al Apóstol Santiago, por ser el patrono de este pueblo ribereño, de abundante vegetación, circundado por 2 ríos, el Río Luna y el Río Omaña, los cuales confluyen para generar uno nuevo: El Río Órbigo. La fuerza del agua de dichos ríos ha hecho mover por tiempo inmemorial los molinillos que dan nombre al pueblo. Alguno de los cuales todavía se encuentra en funcionamiento.